# Expansión del Islam en tiempos de Mahoma
La expansión islámica (llamada "Campaña de los tiempos proféticos en la historiografía musulmana)comenzó en los diez últimos años de la vida de Mahoma.

## La definición de la incursión
- Invasión: la espada para luchar contra el enemigo, trucos paso el tiempo de la invasión, y el hambre incursiones como testigos, y conquistar al enemigo estaría en su país.[1]
- Velocidad: corte del ejército de cinco almas a trescientos, cuatrocientos, no es un adelanto de el ejército del enemigo, y la comunidad de las brigadas.[2]

## El número de muertos invasiones
El número de víctimas en todas las batallas del Profeta Muhammad ﷺ  , para casi un millar de muertos de ambos lados, incluyendo 600 combatientes de los judíos de Banu qurayza fueron asesinados por traicionar el pacto el doble de tiempo de la Batalla de la trinchera.

## Estadísticas
- El número de invasiones protagonizadas por el profeta Mahoma 29 invadido.
- Incluyendo 9 de la invasión de la casa, donde la lucha y lograr sus objetivos sin una lucha.
- Entre estas invasiones salió del Profeta Muhammad bin Abdullah al 7 invasiones ya sabemos que el enemigo ha orquestado la agresión contra los Musulmanes.
- Siguieron las invasiones de 8 años de 2 a 9 E.
- En el año del segundo ataque ocurrió el mayor número de invasiones, donde el 8 de invasión.
- El número de misiones Chateaux 38 entre las misiones y robar.

## La invasión del Profeta Mahoma.
La siguiente es una tabla de la distribución de la yihad del Profeta Mahoma:
| 2 HJ                    | 3 HJ                                   | 4 HJ                          | 5 HJ                    | 6 HJ                   | 7 HJ                            | 8 HJ                 | 9 HJ             |
| ----------------------- | -------------------------------------- | ----------------------------- | ----------------------- | ---------------------- | ------------------------------- | -------------------- | ---------------- |
| Invasión Ydan           | La invasión de la provincia de Dhi Amr | La invasión de los Banu Nadir | invasión Yandal         | Batalla de Bani Hayan  | la invasión de Khyber           | Batalla de Mutah     | Batalla de Tabuk |
| La invasión de buwat    | La invasión de buhran                  | La invasión de los parche     | Invasión Banu Mustaliq  | La invasión de un mono | Batalla del poder judicial Amra | La conquista de Meca |                  |
| Batalla del clan        | Una incursión                          | La invasión de Badr           | Batalla de la Trinchera | Khudaibiya             | Batalla de la nostalgia         |                      |                  |
| Primera batalla de Badr | Invasión Red Lion                      | Banu Qurayza                  | Asedio de Taif          |                        |                                 |                      |                  |
| Gran Batalla de Badr    |                                        |                               |                         |                        |                                 |                      |                  |
| Banu Salim              |                                        |                               |                         |                        |                                 |                      |                  |
| Banu Kinka              |                                        |                               |                         |                        |                                 |                      |                  |
| La invasión de Sawiq    |                                        |                               |                         |                        |                                 |                      |                  |